# الأشرف بن الأعز
أبو هاشم الأشرف بن الأعز الحسني الرملي الملقّب بـتاج العُلى (؟ - 19 يوليو 1213 / 29 صفر 610) أديب وشاعر شامي. ولد في رملة لعائلة حسنية اثنا عشرية. برز في علم الأنساب. سكن حلب واتصل بحكامها. توفي فيها هو بزعمه قد بلغ مِئَة وثمانية وعشرين عامًا. له مصنفّات وأشعار متفرقة وردت في مصادر سيرته.

## سيرته
هو الأشرف بن الأعز بن هاشم بن أبي جعفر محمد بن أبي الرجاء سعد الله بن أبي طالب أحمد بن محمد بن عبيد الله، أبو هاشم العلوي الرملي الحلبي، ويهنتي نسبه إلى الحسن بن علي بن أبي طالب.
ولد في الرملة بفلسطين، بزعمه في 1 محرم 482/ 15 مارس 1089، ونشأ بها ونُسِب إليها.
حدث عن أبي القاسم بن فضلان الطرسوسي، وسمع أسامة بن مرشد المنقذي، «وكان يدعي أنه سمع مسند الترمذي من الكروخي»، وسمع من أبي محمد الحريري المقامة الكرجية من انشائه. وروى عنه: أبو عبد الله الحسين بن أبي المكارم أحمد بن الحسين بن بهرام القزويني، والعماد أبو عبد الله عبد الله محمد بن محمد الكاتب. وكان يعظ في مجلس الملك الظاهر غازي بن يوسف بن أيوب بحلب.
قال عنه ابن العديم في كتابه بغية الطلب في تاريخ حلب: «سمعت شيئا من شعره من لفظه غير مرة، وكان شيخا مسنا، فاضلا، فصيحا، عارفا بالتواريخ وأيام العرب، حسن المذاكرة، جيد الشعر، عالما بالأنساب، قدم حلب في جمادى الاخرة سنة ستمائة، فأكرمه الملك الظاهر، ونفق عليه، واجرى له معلوما يكفيه، واستكتب ولده الأكبر المعروف بشرف العلى في ديوان الانشاء، وكان أصله من الكوفة، وانتقل بعض سلفه إلى الرملة.» وقد انتقده في نقله وزعمه في عُمره.
توفي بحلب يوم 29 صفر 610/ 19 يوليو 1213.

## شعره
ومن شعره:
وله
وله أيضًا:

## مؤلفاته
- كتاب في تحقيق غيبة المنتظر
- شرح القصيدة التائية للسيد الحميرِي
- كتاب نكت الأنباء، في مجلدين
- كتاب جنة الناظر وجنة المناظر، خمس مجلدات في تفسير مائة آية ومائة حديث